# Hugo Linares Brum
Hugo Linares Brum (1921 - 23 de febrero de 2008) fue un militar uruguayo que ocupó de facto el cargo de Ministro del Interior durante la dictadura militar de su país.
Durante su gestión fueron denunciados innumerables delitos de lesa humanidad y violaciones a los derechos humanos.

## Biografía
Cursó la carrera militar, alcanzando el grado de general.
Tuvo una notoria participación en la dictadura militar uruguaya, de la que fue Ministro del Interior en dos periodos: febrero de 1974 a marzo de 1979 y junio de 1983 a febrero de 1984.
Casado con María Julia Aguiar, tuvo una hija, Patricia.